# William Morris Davis
William Morris Davis (12. února 1850 – 5. února 1934) byl americký geograf, geolog, geomorfolog a meteorolog. Je považován za „otce americké geografie“.

## Život
Davis se narodil ve Filadelfii do rodiny Edwarda M. Davise. Jeho matkou byla Maria Mott Davisová, dcera advokátky Lukrecie Mottové. V roce 1869 promoval na Harvardu, kde získal magisterský titul.
Od roku 1870 pracoval jako meteorolog v Argentinské meteorologické observatoři v Cordóbě, kde působil 3 roky. V roce 1876, poté co asistoval americkému paleontologovi a geologovi Nathanielu Shalerovi, se stal učitelem geologie na Harvardově univerzitě. Ještě v témže roce se oženil s Ellen B. Warnerovou ze Springfieldu. Přestože Davis nikdy nedokončil doktorské studium, byla mu v roce 1890 přidělena profesorská pozice, a jako akademik a učitel působil po zbytek svého života. V roce 1911 byl prezidentem Geological Society of America.
Davis odešel z Harvardu do penze v roce 1912. Následně hostoval na mnoha univerzitách a svůj čas věnoval studiu korálových útesů a ostrovů. Po smrti jeho první ženy se v roce 1914 oženil s Mary M. Wymanovou z Cambridže. Když Mary zemřela, jeho třetí ženou se v roce 1928 stala Lucy L. Tennantová z Miltonu, která Davise přežila.
Zemřel v Pasadeně v Kalifornii, krátce před svými 84. narozeninami. Jeho dům v Cambridži byl vyhlášen za národní historickou památku.

## Vědecké dílo
Největším Davisovým přínosem pro vědu byla definice tzv. geomorfologického cyklu, kterou poprvé zveřejnil v roce 1889 v článku "Řeky a údolí Pensylvánie" (angl. The Rivers and Valleys of Pennsylvania). V tomto článku představil model říční eroze na základní bázi, k níž dochází během tektonického výzdvihu. V jeho erozním cyklu jsou u větších řek rozlišovány 3 fáze vývoje – stádium mládí, zralosti a stáří. Pro každou fázi vývoje jsou typické odlišné tvary reliéfu a další vlastnosti s nimi spojené.
Přestože bylo vysvětlení erozního cyklu pro tehdejší geomorfologii nadčasové, množství Davisových teorií o vývoji reliéfu se stalo terčem kritiky pozdějších geomorfologů. Když Davis v roce 1912 odešel z Harvardu do penze, téměř veškeré přístupy ke studiu vývoje georeliéfu vycházely z jeho teorií. Davis na svou kritiku reagoval vždy ostře a přezíravě, zvláště odmítavě se stavil ke kritice stran německé geomorfologické školy ve 20. letech 19. století, jíž vedl Walther Penck. Davis však často dokázal zacílit na nejzranitelnější místa dané kritiky.
S přibývajícími poznatky a dogmatičtějším přístupem se však postupem času někteří autoři začali shodovat na slučitelnosti (a po příchodu nové teorie globální deskové tektoniky také na komplementaritě) Davisových a Penckových názorů. Autoři dále tvrdí, že Davisovy teorie lze lépe aplikovat na blízké okolí aktivních okrajů litosférických desek, kde působí "destruktivní" tektonika, zatímco Penckova hypotéza lépe sedí na pasivní okraje desek a kontinentální platformní oblasti.
Davis v roce 1904 založil Americkou asociaci geografů (angl. Association of American Geographers) a zpočátku úzce spolupracoval s Národní geografickou společností (angl. National Geographic Society).

## Odkaz jména
Podle W. M. Davise byla pojmenována také některá místa na Zemi. Patří mezi ně údolí Davisdalen na Svalbardu.

## Dílo (výběr)

### Knihy
- Elementary Meteorology (Základy meteorologie, 1894)
- Physical Geography (Fyzická geografie, 1898)
- Geographical Essays (Geografické eseje, 1909)
- The Coral Reef Problem (Korálové útesy, 1928)
- Origin of Limestone Caverns (Původ vápencových jeskyní, 1930)

### Články
- Geographic methods in geologic investigations (National Geographic Magazine, vol. 1, p. 11 – 26, 1888)
- The Rivers and Valleys of Pennsylvania (National Geographic Magazine, vol. 1, p. 183 – 253, 1889)
- The geographical cycle (Geographical Journal, vol. 14, p. 481 – 504, 1899)
- The Physical Geography of the Lands (Popular Science Monthl', vol. 2, p. 157 – 170, 1900)